# Sint-Jozefkerk (Smeermaas)

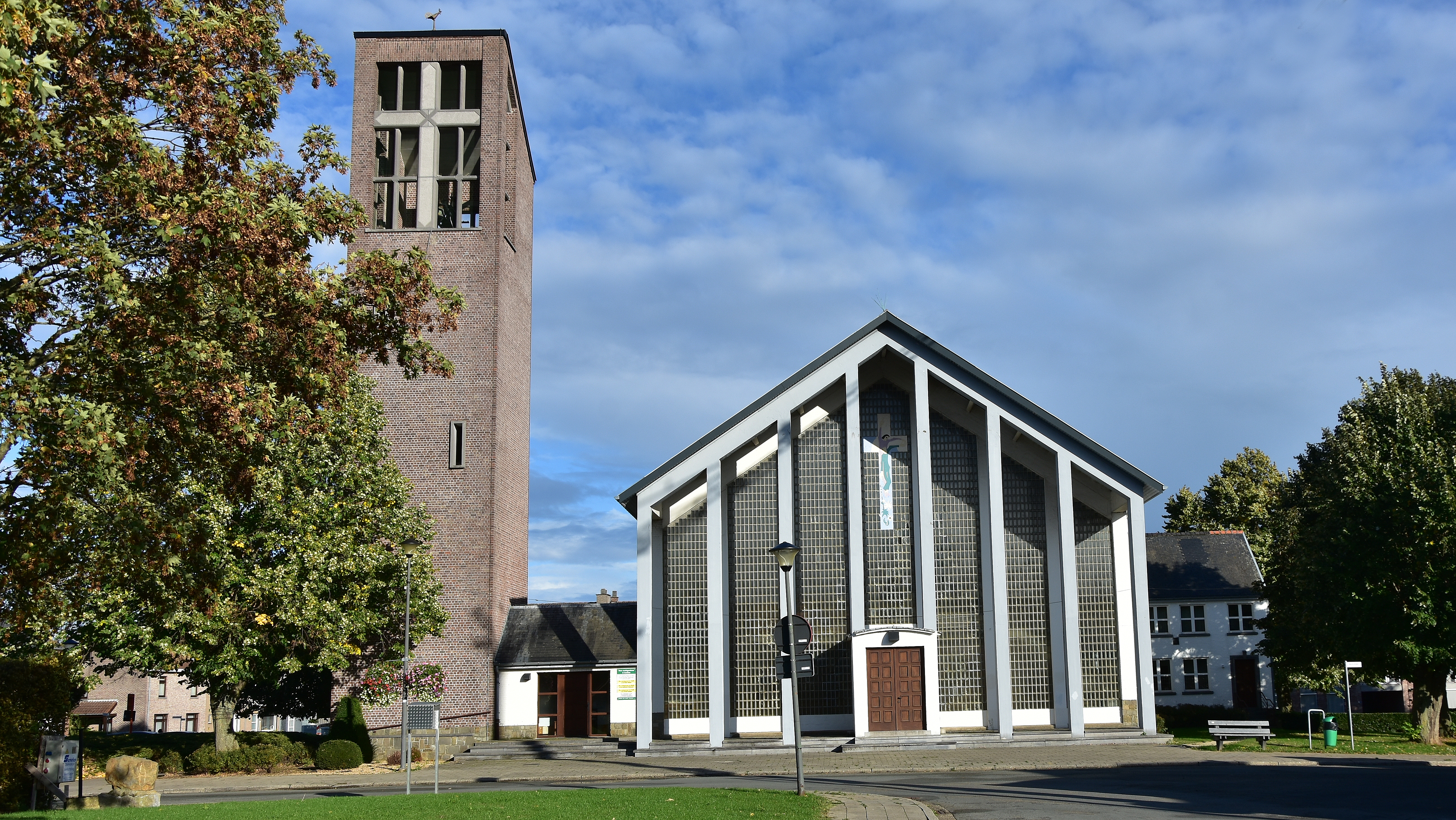
De Sint-Jozefkerk

De Sint-Jozefkerk is de parochiekerk van Smeermaas, gelegen aan het Bauduinplein.

## Geschiedenis
Smeermaas kende vanouds een Sint-Annakapel. De eerste kerk, gewijd aan Sint-Jozef, werd omstreeks 1875 gebouwd. Aanvankelijk afhankelijk van de parochie van Lanaken, werd ze in 1892 tot parochiekerk verheven.
Tijdens de Tweede Wereldoorlog werd deze kerk zwaar beschadigd, en slechts provisorisch hersteld. Reeds in 1952 werd een stuk grond gekocht in het nieuwe centrum van Smeermaas, en de architecten Erens en G. Daniëls ontwierpen een kerkgebouw in modernistische stijl, dat van 1956-1957 werd opgericht.

## Gebouw
Het is een bakstenen zaalkerk onder zadeldak, voorzien van een betonnen front en dito portaal. De kerk wordt geflankeerd door een praktisch vrijstaande, vierkante, toren, waarvan de bovenverdieping is opengewerkt en die gedekt wordt door een lessenaardak.
Diverse kunstenaars hebben meegewerkt aan de aankleding en inrichting van het gebouw. Zo is er een beschilderd kruis op de voorgevel. Piet Killiaerts ontwierp het groenmarmeren altaar, en Edmond Florens schilderde de Kruiswegstaties en ontwierp tevens het glas-in-loodraam. Ook is er een beeld van de verrezen Christus, en een Mariabeeld, alles in modernistische stijl.